# Helmut Bode (Ingenieur)
Helmut Bode (* 2. September 1940 in Dresden; † 31. Mai 2003 in Kaiserslautern) war ein deutscher Bauingenieur und Hochschullehrer.

## Leben und Wirken
Als Sohn des Gymnasiallehrers Hans Bode und Annegold Bode (geborene Scholl) besuchte Helmut Bode von 1951 bis 1960 das Hermann-Billung-Gymnasiums in Celle und bestand im neusprachlich-naturwissenschaftlichen Zweig das Abitur mit Auszeichnung. Danach leistete er bis 1962 den Wehrdienst ab – zuletzt als Leutnant in der Pioniertruppe. Es folgte ein Praktikum im Brücken- und Tiefbau in Celle und von 1962 bis 1968 das Studium des Bauingenieurwesens (Vertiefung im Konstruktiven Ingenieurbau) an der TH Hannover. Bodes Diplomarbeit, Entwurf einer Eisenbahnbrücke, bewertete Helmut Pfannmüller (1902–1977), Professor für Stahlbau, mit „sehr gut“. 1968 heiratete Helmut Bode die Hannoveranerin Ilse Büchsenschuß und trat noch im selben Jahr in das Ingenieurbüro von Hellmut Homberg (1909–1990) in Hagen/Westfalen ein, wo er u. a. statische Berechnungen für die Nordbrücke Mülheim und die Brücken im Zuge der Sauerlandlinie aufstellte. Auch analysierte Bode schnell-laufende Kompressor-Laufräder mit Hilfe der Theorie der Kegelschalen und des Verfahrens der Übertragungsmatrizen.
1970 wechselte Bode an den Lehrstuhl für Stahlbau des Instituts für Konstruktiven Ingenieurbau der Ruhr-Universität Bochum (RUB), wo er bis 1972 zunächst Mitarbeiter von Otto Jungbluth und danach unter Karlheinz Roik als Akademischer Rat und Oberrat arbeitete. 1974 wurde Bode mit der Dissertation Beitrag zur Berechnung und Konstruktion von Sandwichplatten von der RUB mit „sehr gut“ zum Dr.-Ing. promoviert, ein Thema, das noch von Jungbluth stammte.
Ende 1980 folgte Bode dem Ruf der Universität Kaiserslautern auf die Professur Stahlbau und Baustatik. Mit der Berufung von Udo Wittek auf den neu gegründeten Statik-Lehrstuhl vertrat Bode seit 1983 die Fachgebiete Stahlbau mit Verbundbau und Metallbau. Im selben Jahr gründete Bode in Kaiserslautern ein Ingenieurbüro, das seit 1987 im Ingenieurbüro Bode, Ramm und Partner aufging. Dort zeichnete er verantwortlich für die Tragwerksplanungen für Kesselgerüste und Gießhallen, die Flugzeughalle München II und für die Geschoßdecken des Commerzbank-Hochhauses in Frankfurt am Main.
Auch wirkte Bode seit 1981 als Prüfingenieur für Baustatik (Fachrichtungen Stahlbau und Massivbau). So prüfte er u. a. die Nord- und Südtribünen des Fritz-Walter-Stadions, Brücken über die Saar in Besseringen und Saarhölzbach, Stahlverbundbrücken im Saarland, Industriebauten, Maste, Windkraftanlagen, Lehrgerüste sowie Brücken über die B 10; auch legte er Gutachten und Sanierungsvorschläge vor, wie z. B. für die Lautertalbrücke im Zuge der A 6 Mannheim-Saarbrücken.
Helmut Bode erwarb sich mit Wieland Ramm große Verdienste um den Aufbau des Bauingenieurwesens an der Universität Kaiserslautern und trug mit seinen Forschungen zum Stahlverbundbau zum internationalen Ansehen der Universität bei. So avancierte seine 1983 publizierte Monografie über Verbundbau zum Standardwerk dieser sich schnell entwickelnden Subdisziplin des Stahlbaus. Bode betreute zahlreiche Dissertationen u. a. die von Wolfgang Fichtner, Hans-Joachim Uth, Johannes Schanzenbach, Norbert Sauerborn, Ingeborg Sauerborn, Jürgen Becker, Jochen Stengel, Frank Minas, Jürgen Kretz, Martin Mensinger, Christoph Odenbreit und Andreas Leffer.
Zur Vollendung des 60. Lebensjahres von Bode erschien 2000 eine Festschrift mit Beiträgen u. a. von Helmut Eggert, Rolf Eligehausen, Mario Fontana, Wolfgang Graße, Gerhard Hanswille, Jean-Pierre Jaspart, Rolf Kindmann, Ulrike Kuhlmann, Akimitsu Kurita, Karl-Eugen Kurrer, Ingbert Mangerig, Martin Mensinger, David A. Nethercot, Udo Peil, Peter Schaumann, Herbert Schmidt, Gerhard Sedlacek und Klaus W. Usemann
Aufgrund einer Erkrankung trat Bode im September 2000 in den Ruhestand. Sein Nachfolger wurde Markus Feldmann.

## Werke
- K. Roik u. H Bode: Tragfähigkeit und Einsatz von Verbundstützen. Fortschritt Berichte VDI, Reihe 4, Nr. 33. Düsseldorf: VDI-Verlag 1977.
- K. Roik, H. Bode u. R. Bergmann: Zur Traglast von betongefüllten Hohlprofilstützen unter Berücksichtigung des Langzeitverhaltens von Beton, in: Stahlbau, 51. Jg. (1982), H. 7, S. 207–212.
- H. Bode: Verbundbau: Konstruktion, Berechnung. Düsseldorf: Werner-Verlag 1983, ISBN 3-8041-1222-6.
- H. Bode u. W. Fichtner: Zur Fließgelenktheorie bei Stahlverbundträgern mit Schnittgrößenumlagerungen vom Feld zur Stütze, in: Stahlbau, 55. Jg. (1986), H. 10, S. 299–303.
- H. Bode u. J. Schanzenbach: Das Tragverhalten von Verbundträgern bei Berücksichtigung der Dübelnachgiebigkeit, in: Stahlbau, 58. Jg. (1989), H. 3, S. 65–74.
- H. Bode u. I. Sauerborn: Zur Bemessung von Verbunddecken nach der Teilverbundtheorie, in: Stahlbau, 61. Jg. (1992), H. 8, S. 241–250.
- H. Bode: Verbundkonstruktionen, in: Stahlbau Handbuch, Band 1, Teil A, 3. Aufl. Köln: Stahlbau-Verlags GmbH 1993.
- H. Bode, J. Stengel u. R. Künzel: Stahlverbundträger mit großen Stegausschnitten, in: Stahlbau, 63. Jg. (1994), H. 1, S. 6–14 u. H. 2, S. 41–48.
- H. Bode u. I. Sauerborn: Zur Berechnung durchlaufender Verbunddecken, in: Stahlbau, 66. Jg. (1997), H. 7, S. 416–426.
- H. Bode: Euro-Verbundbau. Konstruktion und Berechnung. Düsseldorf: Werner-Verlag 1998, ISBN 3-8041-4207-9.
- H. Bode u. A. Leffer: Zum Ermüdungsverhalten der Verdübelung durchlaufender Verbundträger unter nicht ruhender Beanspruchung, in: Stahlbau, 70. Jg. (2001), H. 4, S. 277–286.
- H. Bode, M. Mensinger u. A. Leffer: Verdübelung von Verbundträgern unter nicht ruhender Beanspruchung, in: Stahlbau, 71. Jg. (2002), H. 3, S. 192–203.

## Nachweise
1. ↑  Geschichtliche Entwicklung des Lehrstuhls für Stahl-, Leicht- und Verbundbau. Ruhr-Universität Bochum, abgerufen am 13. Oktober 2019.
2. ↑  H. Bode: Beitrag zur Berechnung und Konstruktion von Sandwichplatten. Diss. Ruhr-Universität Bochum 1974.
3. ↑  Robert Jüpner: Nachruf Prof. Dr.-Ing. habil. Udo Wittek. TU Kaiserslautern, 31. Juli 2015, abgerufen am 13. Oktober 2019.
4. ↑  Unser Unternehmensprofil. BORAPA Ingenieurgesellschaft mbH, abgerufen am 13. Oktober 2019.
5. ↑  Hans-Joachim Uth; Jochen Stengel; Christoph Odenbreit, Martin Mensinger; Werner Michaeli; Thomas Däuwel; Andreas Heppes: 20 Jahre Verbundbauforschung an der Universität Kaiserslautern, in: Stahlbau, 69. Jg. (2000), H. 10, S. 788–805.
6. ↑  H. Bode: Verbundbau: Konstruktion, Berechnung. Düsseldorf: Werner-Verlag 1983, ISBN 3-8041-1222-6.
7. ↑  Wieland Ramm, Thomas Däuwel u. Hans-Josef Kronenberger (Hrsg.): Theorie und Praxis im Konstruktiven Ingenieurbau. Festschrift zu Ehren von Prof. Dr.-Ing. Helmut Bode. Stuttgart: ibidem-Verlag 2000, ISBN 3-89821-055-3 (Rezension v. Reinhard Bergmann in: Stahlbau, 69. Jg. (2000), H. 9, S. 737–739).

| Personendaten    | Personendaten                               |
| ---------------- | ------------------------------------------- |
| NAME             | Bode, Helmut                                |
| KURZBESCHREIBUNG | deutscher Bauingenieur und Lehrstuhlinhaber |
| GEBURTSDATUM     | 2. September 1940                           |
| GEBURTSORT       | Dresden                                     |
| STERBEDATUM      | 31. Mai 2003                                |
| STERBEORT        | Kaiserslautern                              |